# 라이언 골드
라이언 골드(Ryan Gauld, 1995년 12월 16일 ~ )는 스코틀랜드의 축구 선수이다.